# Turíngios

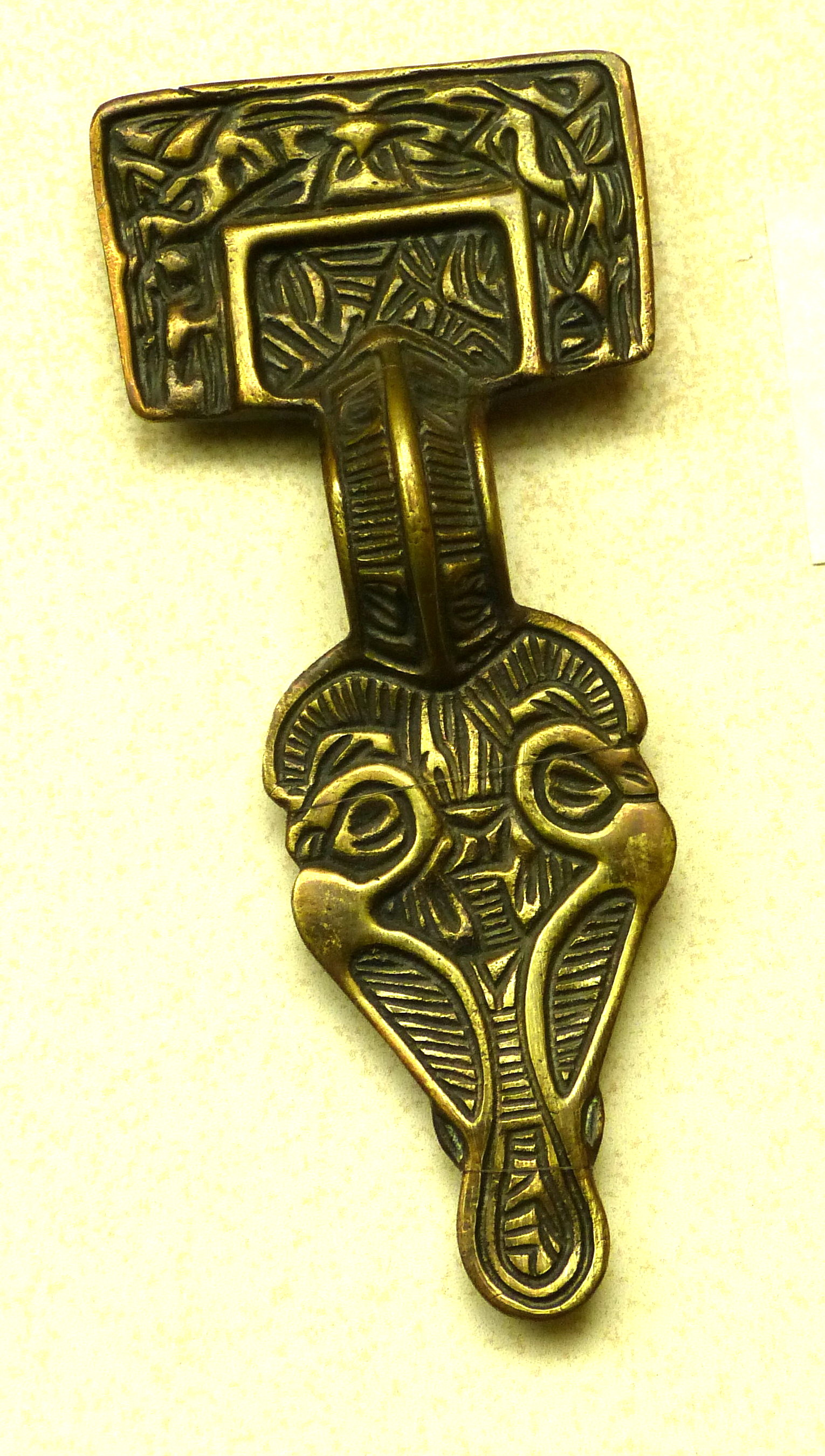
Uma Fíbula Germânica do século V.

Os turíngios (em latim: thuringii) foram uma tribo que surgiu na Germânia Central tardiamente, em relação às outras tribos germânicas mais conhecidas, e que ocupou a região (hoje chamada Turíngia) vagada pela confederação dos alamanos, que havia migrado em direção ao sul. Não está claro se eram um grupo de alamanos deixado para trás ou simplesmente uma tribo menor. Apareceram na região dos Montes Harz em torno de 280 e foram conquistados pelos francos em cerca de 550. A Origo Gentis Langobardorum, do século VII, menciona Fisudo, rei dos turíngios, que seria contemporâneo de Teodeberto I.